# Rewolwer przejściowy

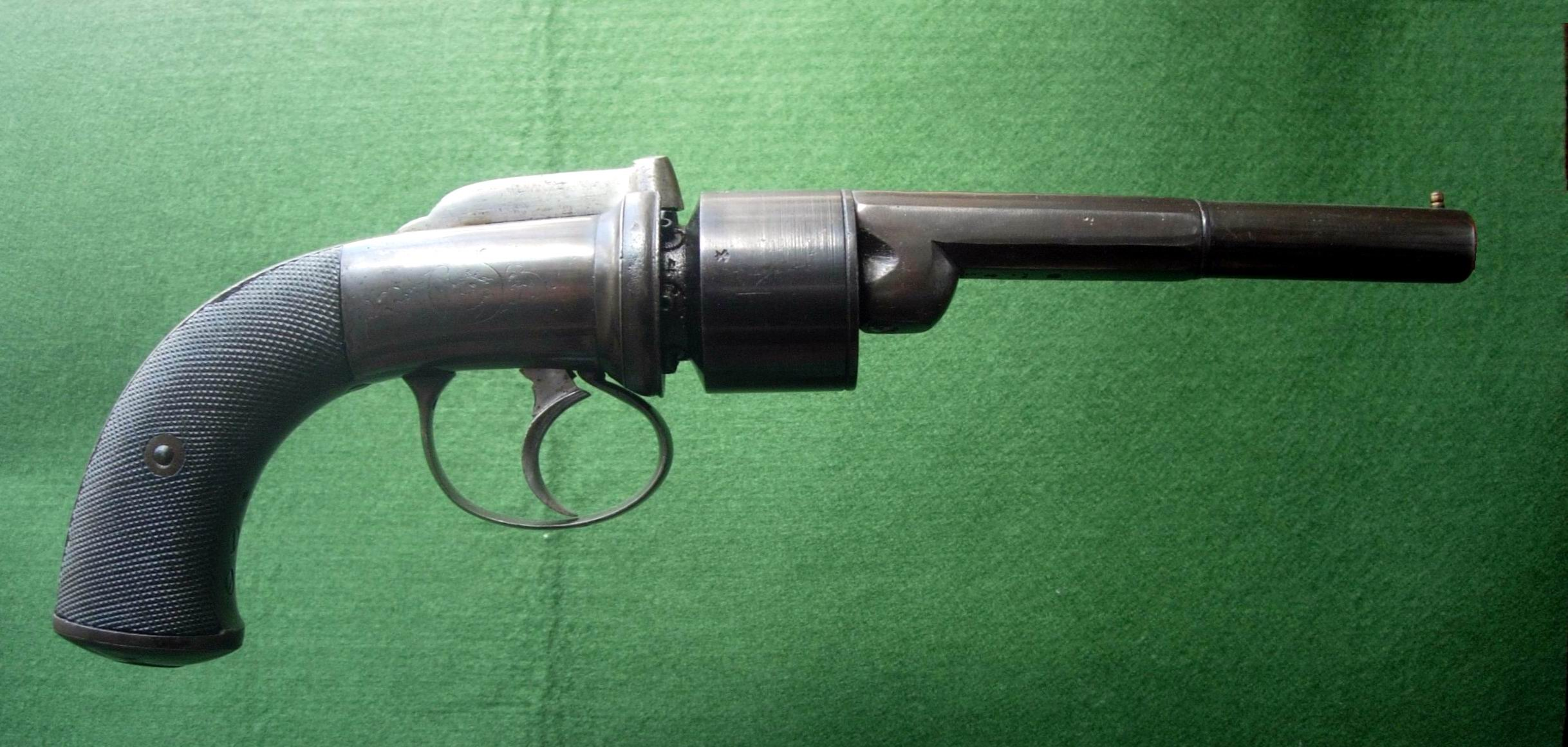
Rewolwer przejściowy

Rewolwery przejściowe – rodzaj krótkiej broni strzeleckiej, który zaczął pojawiać się w latach 30. XIX wieku jako ogniwo łączące starsze wielolufowe rewolwery wiązkowe (tzw. pieprzniczki) z późniejszymi rewolwerami właściwymi. Wykonywano je przez przerobienie pieprzniczki na jednolufową broń z bębnem. 

## Działanie
Na bębnie znajdowało się 6 kominków, prostopadle lub równolegle do osi każdej z luf. Na każdy kominek nakładało się kapiszon (niewielki ładunek piorunianu rtęci), a do każdej z luf wsypywano proch, wkładano kulę i dociskano pobojczykiem. Broń była gotowa do strzału. Naciśnięcie spustu powodowało naciągnięcie kurka (lub zbijaka), po czym uderzał on w kapiszon, który eksplodował i tym samym zapalał ładunek miotający w głębi lufy, który wyrzucał pocisk. Bębenek przy naciskaniu spustu przekręcał się tak, aby możliwe było natychmiastowe oddanie kolejnego strzału.